# Francesco Rapisardi
Francesco Rapisardi (Catania, 14 ottobre 1842 – Catania, 3 settembre 1936) è stato un architetto, scrittore, poeta e matematico italiano.

## Biografia
Nato a Catania figlio di Giuseppe Rapisardi e di Rosaria de Luca, (fratello di Michele) compì gli studi di geometria ed algebra superiore col prof. Ignazio Landolina (1822-1879), del calcolo differenziale ed integrato col prof. Giuseppe Zurria. Si laureò in Architettura nell'Università di Catania il 2 luglio 1862.
A 16 anni cominciò a dare privatamente lezioni di matematica, a diciotto anni insegnò algebra, geometria, trigonometria e contabilità nel collegio Cutelli, ebbe l'incarico d'ingegnere del Cimitero e di presidente della Commissione d'arte, nel 1881 partì per Firenze, e vi rimase circa 10 anni interamente appartato dal mondo, perché continuamente tormentato di oftalmia.
Nel 1876, insieme con l'ing. Filadelfo Fichera, diresse i lavori che si fecero per le feste in occasione della traslazione delle ceneri di Vincenzo Bellini da Parigi a Catania.

## Opere
- Scherzi morali, Catania, 1868 Internet Archive
- Uno sguardo agli algebristi italiani, Novara, 1878
- Specchio di virtù, precetti ed esempi: Prima edizione, Milano, Fratelli Treves, editori, 1877, seconda edizione, Firenze, G, B, Paravia, editore, 1888; terza edizione, Catania, un vol, in 8. di pag. 616-X N. Giannotta, editore, 1901
- Scarabocchi (versi d'occasione). un vol. 16 di pag. 210, Milano, G. Ottino-editore, 1881
- Elementi di Planimetria e Stereometria—un vol. in 8, di pag.XI-459-1884, il primo trattato di geometria pubblicato a Catania con 351 figure intercalate nel testo
- La guida del galantuomo - Milano - 1887 (in prima edizione)
- La guida del galantuomo - FirenzePrato - 1888 (in seconda edizione riveduta e integrata)
- Memorie biografiche di Giuseppe Zurria. (negli atti dell'Accademia Gioenia), Catania, 1902
- Elogio di Emanuele Rapisardi, co' tipi di M. Galati 1903